# Neil Postman
Neil Postman (ur. 8 marca 1931 w Nowym Jorku, zm. 5 października 2003 tamże) – amerykański filozof, medioznawca, krytyk kultury, profesor w Katedrze Kultury i Komunikacji Społecznej na Uniwersytecie Nowojorskim.

## Życiorys
Urodził się i wychował w Nowym Jorku. Jego kariera naukowa rozpoczęła się na Uniwersytecie Stanowym Nowego Jorku w małym miasteczku Fredonia, w stanie Nowy Jork. Jednak studia magisterskie i doktoranckie ukończył na Uniwersytecie Columbia w Nowym Jorku. Studia ukończył w 1955, tytuł doktora uzyskał w 1958, oba w Kolegium Nauczycielskim Uniwersytetu Columbia. Zaraz po studiach doktoranckich rozpoczął pracę na New York University. Był współzałożycielem Katedry Ekologii Medialnej, której działalność została zainicjowana w 1971 roku, na stanowiącej część Steinhardt School of Education. Tytuł profesora został nadany mu w 1993 roku, zaś do 2002 roku pełnił on funkcję rektora Wydziału Kultury i Komunikacji Społecznej Uniwersytetu Nowojorskiego.

## Poglądy i koncepcje
Postman napisał 18 książek i ponad 200 artykułów do magazynów i gazet (między innymi dla The New York Times Magazine, The Atlantic Monthly, Harper’s, Time Magazine, The Saturday Review, The Harvard Education Review, The Washington Post, Los Angeles Times, Stern, and Le Monde). W latach 1976–1986 Był redaktorem kwartalnika ETC.; Przegląd ogólnej semantyki (założony przez S.I. Hayakawa w 1943 roku). Był także członkiem redakcji The Nation.
Najbardziej znana praca Postmana, Zabawić się na śmierć (przetłumaczona na osiem języków i sprzedana w ponad 200 tys. egzemplarzy na całym świecie) przedstawia zarys historyczny mediów i ubolewa nad upadkiem mediów komunikacji, jaki jego zdaniem nastąpił gdy obrazowość telewizji zastąpiła słowo pisane.
Postman bazuje na teoriach Marshalla McLuhana, z którym łączy go przekonanie o determinizmie technologicznym, czyli pogląd, że postęp techniczny determinuje kierunek rozwoju cywilizacji i kultury. Jednak w odróżnieniu od McLuhana Postman jest technopesymistą.
I tak idąc za MacLuhanem Postman argumentuje, że różne media są odpowiednie dla różnych rodzajów wiedzy i opisuje jak kultury oparte na mowie, piśmie i telewizji przekazują informacje w inny sposób. Stwierdza, że XIX-wieczna Ameryka była szczytem jeśli chodzi o racjonalność – była Wiekiem Rozumu, w którym dominującą rolę odgrywało słowo pisane. W tym okresie złożone argumenty mogły być przekazywane bez nadmiernych uproszczeń. Wynalezienie telegrafu i fotografii zapoczątkowało schyłek tej epoki a telewizja doprowadziła ostatecznie do jej końca. Innymi słowy, nawiązując do teorii Marshalla McLuhana, można powiedzieć nastąpiło przejście od „galaktyki Gutenberga” do „galaktyki Marconiego”.
W przypadku telewizji przekaz dokonywany za pomocą obrazu apeluje nie do rozumu, ale do emocji. Postman argumentuje, że telewizja miesza poważne sprawy z rozrywką, umniejsza znaczenie politycznego dyskursu i podważa go. W znacznej mierze staje się on określony poprzez obrazy telewizyjne, a nie poprzez idee. Zdaniem Postmana telewizja nie jest efektywna w edukowaniu, gdyż transfer zachodzi tylko w jednym kierunku – z góry na dół. Brak jest interaktywności, która jest konieczna by uczenie się dawało najlepsze wyniki.
Postman przywołuje często w tej pracy Aldousa Huxleya, którego wizja przedstawiona w Nowym wspaniałym świecie jest swoistą odmianą wizji pozbawienia ludzi ich autonomii i pełni osobowości ukazanej w Roku 1984 przez George’a Orwella. O ile Orwell bał się przemiany kultury w koszmarną kulturę niewolników o tyle Huxley lękał się duchowego spustoszenia, wszechogarniającej infantylizacji i bezmyślności jaki przyniesie kultura banału i trywializacji. Zdaniem Postmana to właśnie kultura telewizji prowadzi do skutków jakich obawiał się Huxley. Choć nie ma zakazu wydawania książek, którego bał się Orwell to i tak prawie nikt ich już nie czyta. Choć nikt nie jest pozbawiany prawa dostępu do informacji jak w wizjach Orwella to zalew nadmiarem informacji powoduje zagubienie i trudność w dotarciu do tych, które mają istotne znaczenie. Wraz z ciągle wzrastającą ilością dostępnych informacji, jak dowodzi Postman, stały się one formą śmieci, które nie tylko nie są w stanie odpowiedzieć na zasadnicze pytania człowieka, ale są prawie bezużyteczne jeśli chodzi o wskazywanie spójnego kierunku ku rozwiązaniom nawet najbardziej przyziemnych problemów.
Tytułem publikacji Technopol Postman definiuje społeczeństwo, które wierzy, że zasadniczym, o ile nie jedynym celem ludzkiej pracy i myśli jest wydajność a standardowe procedury, techniczne wyliczenia, testy i mierniki statystyczne są pod każdym względem lepsze od oceny ludzkiej, oraz że najlepiej jeśli sprawami obywateli kierują eksperci. To, czego nie można zmierzyć, albo nie istnieje, albo nie ma wartości. Reguły te przeniknęły z zakładów produkcji do innych sfer życia. Świat przeobrażony w technopol stał się ahistoryczny i pozbawiony kulturowego kontekstu a dotychczasowe wielkie symbole upadły. Zdaniem Postmana to technika teraz „myśli” za ludzi i triumfuje nad kulturą.
Technopol pojawił się w dziejach cywilizacji i kultury zachodniej w wyniku ewolucji środków technicznych i ich wzrastającej roli w społeczeństwie. Zanim jednak do tego doszło kultura zachodnia przeszła przez fazy wcześniejsze. Bardzo długo trwała w epoce narzędzi, które nie naruszały tradycji, porządku i symboliki kultury. Nowe wynalazki takie jak prasa drukarska, teleskop czy zegar stały się znakiem nowej epoki – w XVI wieku nauka matematyczno-przyrodnicza zaczęła być traktowana utylitarnie jako źródło siły i postępu. Ostatecznie, jak wskazuje Postman gdzieś około 1911 roku, gdy ukazała się praca Zasady naukowego zarządzania Fredericka W. Taylora, cywilizacja zachodu wkroczyła w erę technopolu.
Taki trójpodział historii zachodu zasadzający się na ewolucji techniki przypomina nieco ujęcie zaprezentowane o dekadę wcześniej przez Alvina Tofflera w publikacji Trzecia fala. Po epoce przemysłowej zdominowanej przez standaryzację, specjalizację, maksymalizację i centralizację Toffler wskazywał na pojawienie się trzeciej fali charakteryzującej się wzrostem sektora usług i wzrastającą rolą nowych mediów elektronicznych. Jednak w odróżnieniu od Tofflera Postman dostrzega we współczesnym rozwoju techniki nie szanse na lepszą przyszłość, ale jedynie ciemne strony i zagrożenia.
Postman argumentuje, że Stany Zjednoczone są jedynym krajem, który rozwinął się do postaci technopolu. Twierdzi, że USA opanowała fala technofili, którzy nie dostrzegają ciemnej strony technologii. Jest to groźne, gdyż technofile chcą więcej technologii, a co za tym idzie więcej informacji. Jednakże według Postmana nie jest możliwe, by technologiczna innowacja miała tylko jednostronny efekt.
W wywiadzie udzielonym 17 stycznia 1996 roku Postman jeszcze raz podkreślił, że właściwym podejściem do technopolu jest nauczanie o historii, społecznych skutkach i psychologicznych odchyleniach do jakich prowadzi technologia. Dzięki temu studenci staną się dorosłymi, którzy raczej korzystają z technologii niż są przez nią wykorzystywani.
W publikacji W stronę XVIII wieku zachęca społeczeństwo do brania przykładu z filozofii Oświecenia, zwłaszcza jeśli chodzi o panujący wtedy twórczy optymizm i utylitaryzm. Tym samym Postman krytykuje filozofów współczesnych, którzy jego zdaniem (zwł. Jacques Derrida) osłabiają zdolności współczesnej nauki, wątpiąc w możliwość porozumienia się między ludźmi. Postman stwierdza, że choć podobne wątpliwości nachodziły także filozofów Oświecenia (Immanuel Kant, Joseph Addison, David Hume), to twierdzili oni jednak, że język jest wystarczająco jasnym medium przekazywania informacji. Dzięki temu do dziś społeczeństwo czerpie z dorobku Oświecenia.
Znamienne, że choć krytyka mediów i techniki Postmana wtóruje głosom wielu filozofów postmodernizmu (na przykład Jeana Baudrillarda), to sam Postman zdecydowanie odcina się zarówno od samego postmodernizmu, leżącego na jego zapleczu marksizmu, jak i od innych radykalnych nurtów. Choć Postman sam kreśli wizję technopesymizmu to jednocześnie krytykuje pesymistyczną postawę postmodernizmu. Postman odwołuje się jedynie do determinizmu technicznego i zupełnie pomija kwestie determinizmu polityczno-ekonomicznego, z którym wiąże się między innymi mitologia konsumpcjonizmu czy krytyka ślepej pogoni za zyskiem. Analizy ograniczające się wyłącznie do techniki współczesnej cywilizacji odnaleźć można też w pracy polskiego profesora inżynierii Juliusza Łukasiewicza.

## Krytyka
Przedstawiona przez Postmana krytyka telewizji może służyć jako znakomity punkt odniesienia do krytycznej analizy różnych praktyk nadawczych oraz wpływu mediów na dyskurs publiczny. Krytyka ta ma jednak swoje ograniczenia. Po pierwsze taki obraz współczesnych mediów opiera się na znacznej redukcji. Postman pomija zupełnie kino, a z radiem „nie daje sobie rady”. Z uwagi na czas w jakim została napisana książka nie uwzględnia w ogóle ekspansji Internetu, który w znacznej mierze przywraca rangę słowu pisanemu. Po drugie jego spostrzeżenia odnoszą się zasadniczo do amerykańskiej telewizji komercyjnej podporządkowanej interesom show-businessu. Nie uwzględniają, mocno ugruntowanej w Europie, idei telewizji publicznej, która ma pełnić misję społeczną, kłaść większy nacisk na treści edukacyjne i wspierać demokrację.
W książce Technopol Postman milczeniem pominął ważne dla kształtowania się technopolu procesy związane z odczarowaniem rzeczywistości, racjonalizacji, tworzenia się swoistej inżynierii społecznej i biurokracji, które opisał Max Weber.
Zdaniem krytyków przedstawiany w pracach Postmana obraz Oświecenia trąci znacznym wyidealizowaniem, wizja upadku współczesnej kultury jest przejaskrawiona a pomysł jej uleczenia ideami i metodami z XVIII stulecia może budzić sporo wątpliwości.
Choć Postman krytykuje nie tyle samą technikę co stechnicyzowaną mentalność współczesnego człowieka i mimo swej konkluzji zawartej w książce Zabawić się na śmierć, że nie można dać się zwieść absurdalnym myślom, które stały się na przykład podstawą dla stanowiska ludytów, Postman sam został jednak przez krytyków uznany za ludytę.

## Wybrane publikacje
- Television and the Teaching of English, Appleton-Century-Crofts, New York 1961.
- (współautor: C. Weingartner) Linguistics. A Revolution in Teaching, Delacorte Press, New York 1966.
- (współautor: C. Weingartner) Teaching as a Subversive Activity, Delacorte Press, New York 1969.
- Bullshit and the Art of Crap-Detection, Pegasus, New York 1969.
- (współautor: C. Weingartner) The Soft Revolution. A Student Postman N., Handbook For Turning Schools Around, Delacorte Press, New York 1971.
- (współautor: C. Weingartner) The School Book. For People Who Postman N., Want to Know What All the Hollering is About, Phi Delta Kappa Educational Foundation, Bloomington 1973.
- Crazy Talk, Stupid Talk. How We Defeat Ourselves By the Way We Talk and What to Do About It, Delacorte Press, New York 1976.
- Teaching as a Conserving Activity, Delacorte Press, New York 1979.
- The Disappearance of Childhood, Delacorte Press, New York 1982
- Amusing ourselves to death. Public discourse in the age of show business, Viking, New York 1985.
- Conscientious Objections. Stirring Up Trouble About Language, Technology and Education, Knopf, New York 1988.
- (współautor: S. Powers) How to Watch TV News, Penguin Books, NewYork 1992.
- Technopoly. The surrender of culture to technology, Knopf, New York 1992.
- The end of education. Redefining the value of school, Knopf, New York 1995.
- Building a Bridge to the 18th Century. How the Past Can Improve Our Future, Alfred A. Knopf, New York 1999.

## Publikacje języku polskim
- Zabawić się na śmierć: Dyskurs publiczny w epoce show-businessu, przeł. L. Niedzielski, Warszawa: Warszawskie Wydawnictwo Literackie Muza SA 2006, s. 240, ISBN 83-7319-243-3 (Amusing Ourselves to Death: Public Discourse in the Age of Show Business, 1985).
- Technopol: Triumf techniki nad kulturą, przeł. A. Tanalska-Dulęba, Warszawa: PIW 1995, s. 248; Wyd 2 – Warszawa 2004, Wyd. Muza, ISBN 83-7200-637-7 (Technopoly: The Surrender of Culture to Technology, 1992).
- W stronę XVIII wieku: Jak przeszłość może doskonalić naszą przyszłość, przeł. R Frąc, Warszawa: Państwowy Instytut Wydawniczy 2001, s. 215, ISBN 83-06-02845-7 (Building a Bridge to the 18th Century: How the Past Can Improve Our Future 1999).